# Coccinella arcula
Coccinella arcula är en skalbaggsart som beskrevs av Wilhelm Ferdinand Erichson 1847. Coccinella arcula ingår i släktet Coccinella och familjen nyckelpigor. Inga underarter finns listade i Catalogue of Life.